# Académie royale supérieure d'art dramatique de Madrid
 (janvier 2019).
Si vous disposez d'ouvrages ou d'articles de référence ou si vous connaissez des sites web de qualité traitant du thème abordé ici, merci de compléter l'article en donnant les références utiles à sa vérifiabilité et en les liant à la section « Notes et références ».
La Real Escuela Superior de Arte Dramatico de Madrid (RESAD, en français : Académie royale supérieure d'art dramatique de Madrid) est une institution publique d’enseignement artistique supérieur théâtral située à Madrid, en Espagne. Elle a été inaugurée en 1831 et est considérée comme l'école d'art dramatique la plus importante d'Espagne.
Depuis juillet 2017, son directeur est Pablo Iglesias Simón (es).

## Histoire
L'École royale d'art dramatique a été créée en 1831, dirigée par la reine Maria Cristina de Borbón, épouse de Fernando VII. Au moment de sa création, l’école s'appelait Conservatoire royal de musique et de déclamation. María Cristina était très intéressée par la musique et le théâtre lyrique. Auparavant, en 1830, elle avait déjà formé un conservatoire de musique sous la direction de Francesco Piermarini (ru), ténor italien. Il a essayé de mettre fin à la situation pénible dans laquelle se trouvait le pays en matière de formation culturelle. Consciente de la quasi-exclusivité de l'italien, qui a laissé de côté le vers espagnol, elle prolonge le conservatoire avec l'École nationale de déclamation.
Auparavant, l'acteur Isidoro Máiquez (es) (1768-1820) avait dénoncé le panorama actuel et exposé la nécessité d'une formation théâtrale. Cette mentalité a été très influencée par Talma, le rénovateur de la Comédie-Française. Leurs idées furent prises en compte par les conseillers royaux, même si elles avaient des détracteurs.
Au début, le Conservatoire de musique et de déclamation était situé dans le palais du marquis de Revillagigedo, rue Isabel la Católica. Il comptait sur les sujets suivants : déclamation, littérature et premières lettres, religion, escrime, musique et langues. Les premiers professeurs étaient les camarades de classe de Máiquez : Joaquín Caprara, Carlos Latorre et José García Luna. Ces deux derniers ont reçu le titre de « Don », ce qui est inhabituel entre acteurs et comédiens. Julián Romea, disciple de Don Carlos Latorre, se démarquera à l'école au milieu du XIXe siècle.
En 1850, peu après l’inauguration du Teatro Real avec La Favorite de Donizetti, il fut décidé que le Conservatoire serait situé à l’arrière du théâtre dans une grande salle de bal. Dix-sept ans plus tard, après un incendie au cours d'une répétition, le théâtre est contraint de fermer ses portes pendant un mois. Après la révolution de 1868, qui détrôna Élisabeth II, Baltasar Saldoni fut nommé directeur provisoire du conservatoire. Six mois plus tard, Emilio Arrieta lui succède. À ce moment-là, les budgets sont très réduits, le nombre d’enseignants est de douze. Progressivement, Arrieta parvient à normaliser la situation jusqu'à atteindre quarante enseignants. Parmi eux, José Valero, Teodoro Lamadrid et Matilde Díez.
En 1911, les règlements du Conservatoire royal de musique et de déclamation sont proclamés. Il est établi au sein des études de théâtre les enseignements officiels de la déclamation pratique, des vêtements, de l'histoire de la littérature dramatique, de l'escrime et du solfège. Ce règlement reste en vigueur jusqu'à la Deuxième République.
En juin 1924, l'architecte du Teatro Real annonce que le bâtiment était sur le point de s'effondrer. En octobre 1925, une grande fissure apparaît qui coupe l'installation de l'eau et nécessite l'expulsion. Son nouvel emplacement sera le Teatro de la Princesa (es) qui, après la mort de María Guerrero et de Fernando Díaz de Mendoza, deviendra le Teatro María Guerrero (es). Plus tard, le conservatoire s'installe dans le palais du banquier Bauer, rue San Bernardo.
Après la proclamation de la Deuxième République, le 14 avril 1931, le Conservatoire a été rebaptisé Conservatoire national de musique et de déclamation. Après la guerre civile, l'ancien nom a été restauré et un nouveau professeur, Fernando Fernández de Córdova, est entré. Ricardo Calvo Agostí (es) et Guillermo Marín (es) y enseignent.
Le 11 mars 1952, la section Déclamation du conservatoire a été rebaptisée École supérieure d'art dramatique. Guillermo Díaz-Plaja, professeur d'histoire des littératures dramatiques, devient directeur de l'école. En 1966, il est retourné au Teatro Real où il a été réformé en 1967, suivant les nouvelles lignes de Díaz-Plaja.
En 1966, on enseignait en trois ans les thèmes diction et lecture expressive, mimodrame, interprétation, pratique de la scène, histoire du théâtre, histoire du costume, paysage pittoresque, culture dramatique, histoire de la culture, psychologie du geste, caractérisation, historiographie, interprétation, pratiques d'adaptation interprétative, techniques de télévision et de radio. À mesure que les études de danse se développent, des études spéciales sont créées à cet effet. Ainsi, l’école est restructurée et renommée École royale d’art dramatique et de danse.
Le 3 octobre 1990, la loi organique relative à la gestion générale du système éducatif (LOGSE) a été approuvée, précisant que les études en art dramatique deviendraient des études de niveau universitaire, équivalant d'abord à un diplôme et, plus tard, à une licence. Les arrêtés royaux du 26 juin et du 1er août 1992 établissent les normes et le programme des enseignements de l'art dramatique. Le 16 mars 1998, son siège actuel a été inauguré sur l’avenue de Nazaret, à Madrid, en présence de l’Infante Cristina. Le bâtiment est l'œuvre des architectes Manuel Briñas Coronado (arz) et Fernando Romero Domínguez.
En 1998, le professeur de dramaturgie Ricardo Doménech (es) a fondé le magazine de recherche théâtrale Acotaciones, dirigé jusqu'en juillet 2010 par le dramaturge et professeur de théâtre Pedro Víllora (es) et, depuis 2011, par Fernando Doménech.

## Plan d’études

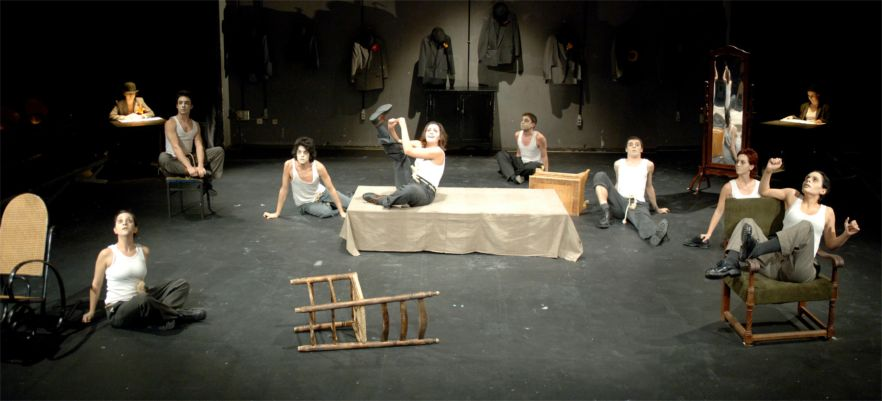
Une representation à la RESAD.

La RESAD compte actuellement quatre spécialités étudiées en quatre ans : interprétation, mise en scène, dramaturgie et scénographie.
La spécialité d'interprétation comporte trois cours : interprétation textuelle, interprétation gestuelle et interprétation musicale. Aussi la mise en scène et la dramaturgie, même ayant des sujets communs, sont subdivisés en mise en scène d'une part et dramaturgie pour une autre orientée vers l'écriture théâtrale. À l'avenir, il s’agit d'établir de nouveaux itinéraires.